# Armela Madreiter
Armela Madreiter (* 1992 in Salzburg) ist eine österreichische Dramatikerin und Dramaturgin mit Schwerpunkt auf Kinder- und Jugendtheater.

## Leben
Armela Madreiter erwarb einen Bachelor in Germanistik an der Universität Wien und einen Master in Applied Theatre an der Universität Mozarteum Salzburg. Seit 2013 ist sie Redaktionsmitglied der Literaturzeitschrift & Radieschen. Zwischen 2012 und 2017 war sie als Dramaturgin, Regisseurin und Autorin für verschiedene Theaterkollektive in Wien tätig. Seit 2018 arbeitet sie vor allem als Dramaturgin in Wien und Salzburg. Sie lebt in Wien.
Ihr Kinderstück südpol.windstill, das vom Umgang einer Grundschülerin mit ihrer alkoholkranken Mutter erzählt, wurde am 18. November 2023 in Heidelberg uraufgeführt und am 17. Mai 2024 als „sehr, sehr konzentrierte Komposition“ mit dem renommierten Mülheimer KinderStückePreis ausgezeichnet. Es erschien 2025 in der Buchreihe Theater der Gegenwart des Reclam-Verlags mit einem Nachwort von Björn Hayer.
Am 6. März 2024 feierte ihr Auftragswerk Der Anfang von fast allem im Haus der Natur Salzburg Premiere.

## Werke
- südpol.windstill, UA 18. November 2023, Junges Theater Heidelberg, Regie: Yvonne Kespohl[7]
- Der Anfang von fast allem, UA 6. März 2024, Salzburger Landestheater, Haus der Natur, Regie: Christiane Silberhumer[6]

### Textausgabe
- Armela Madreiter: südpol.windstill. Nachwort und Unterrichtsanregungen von Björn Hayer. Reclam, Ditzingen 2025, ISBN 978-3-15-014622-4.